# Remedy (альбом Tesla Boy)
Remedy — третий студийный альбом российской группы Tesla Boy, вышедший 19 октября 2018 года на собственном лейбле лидера группы — Антона Севидова. Это первая полноформатная пластинка коллектива со времён релиза The Universe Made of Darkness (2013) и мини-альбома Moses (2016). Альбом записывался на протяжении полутора лет в Москве, Лондоне, Праге, Санкт-Петербурге и на острове Бали, в обновлённом составе группы.

## Список композиций
Автор музыки и слов — Антон Севидов.
| №   | Название         | Длительность |
| --- | ---------------- | ------------ |
| 1.  | «Sometimes»      | 6:04         |
| 2.  | «Compromise»     | 4:24         |
| 3.  | «Different»      | 3:46         |
| 4.  | «Glow»           | 4:36         |
| 5.  | «Innocence»      | 3:21         |
| 6.  | «Reputation»     | 4:11         |
| 7.  | «Remedy»         | 5:02         |
| 8.  | «We»             | 3:35         |
| 9.  | «Memories»       | 4:55         |
| 10. | «U»              | 4:25         |
| 11. | «Gimn»           | 1:50         |
| 12. | «Your Age Outro» | 1:36         |

## Участники записи
Tesla Boy
- Антон Севидов — вокал, клавишные, программирование
- Игорь Грибов — гитара
- Игорь Тен — саксофон
- Михаил Студницын - ударные

## Чарты
| Страна                            | Позиция |
| --------------------------------- | ------- |
| Top 200 iTunes Alternative Russia | 3       |
| Top 200 iTunes All Genres Russia  | 1       |
| Top 200 iTunes All Genres Ukraine | 2       |
| Top 200 iTunes All Genres Spain   | 47      |
| Top 200 iTunes Alternative Spain  | 4       |